# Martin Andersson i Igelboda
Karl Valter Martin Andersson, i Igelboda, tidigare i Nacka, född 28 februari 1886 i Gryts församling, Östergötlands län, död 3 september 1977 i Nacka, snickare och riksdagspolitiker (socialdemokrat).
Andersson var ledamot av kommunalnämnden i Nacka landskommun 1912–1941, av kommunalfullmäktige 1914, blev kommunaldirektör 1942 och kommunalborgmästare i Nacka stad 1949. Han var ledamot av skolrådet 1918–1936, av Stockholms läns landsting sedan 1914, ordförande sedan 1931, ordförande i vägstyrelsen i Stockholms läns södra vägdistrikt sedan 1936, ordförande i länsarbetsnämnden, i styrelsen för statens sjuksköterskeskola, i Motorförarnas Helnykterhetsförbund och ledamot i styrelsen för AB Jordbrukarbanken.
Som riksdagspolitiker var Andersson ledamot av Sveriges riksdags andra kammare för socialdemokraterna 1918-1921 för Stockholms läns södra valkrets och 1922-1944 för Stockholms läns valkrets.
Andersson beskrivs i en motion till Nacka arbetarekommuns årsmöte som "En eldsjäl som lade ned många omsorger på att göra Nyckelviken tillgänglig för alla...".
En längre artikel om Martin Andersson publicerades i Nackaboken 1976.